# Tipula mayerduerii
Tipula mayerduerii är en tvåvingeart som beskrevs av Egger 1863. Tipula mayerduerii ingår i släktet Tipula och familjen storharkrankar. Inga underarter finns listade i Catalogue of Life.